# Chiesa della Madonna del Carmine (Brentonico)
La chiesa della Madonna del Carmine è la parrocchiale a Corné, frazione di Brentonico in Trentino. Appartiene all'ex-decanato di Mori dell'arcidiocesi di Trento e risale al XX secolo.

## Storia

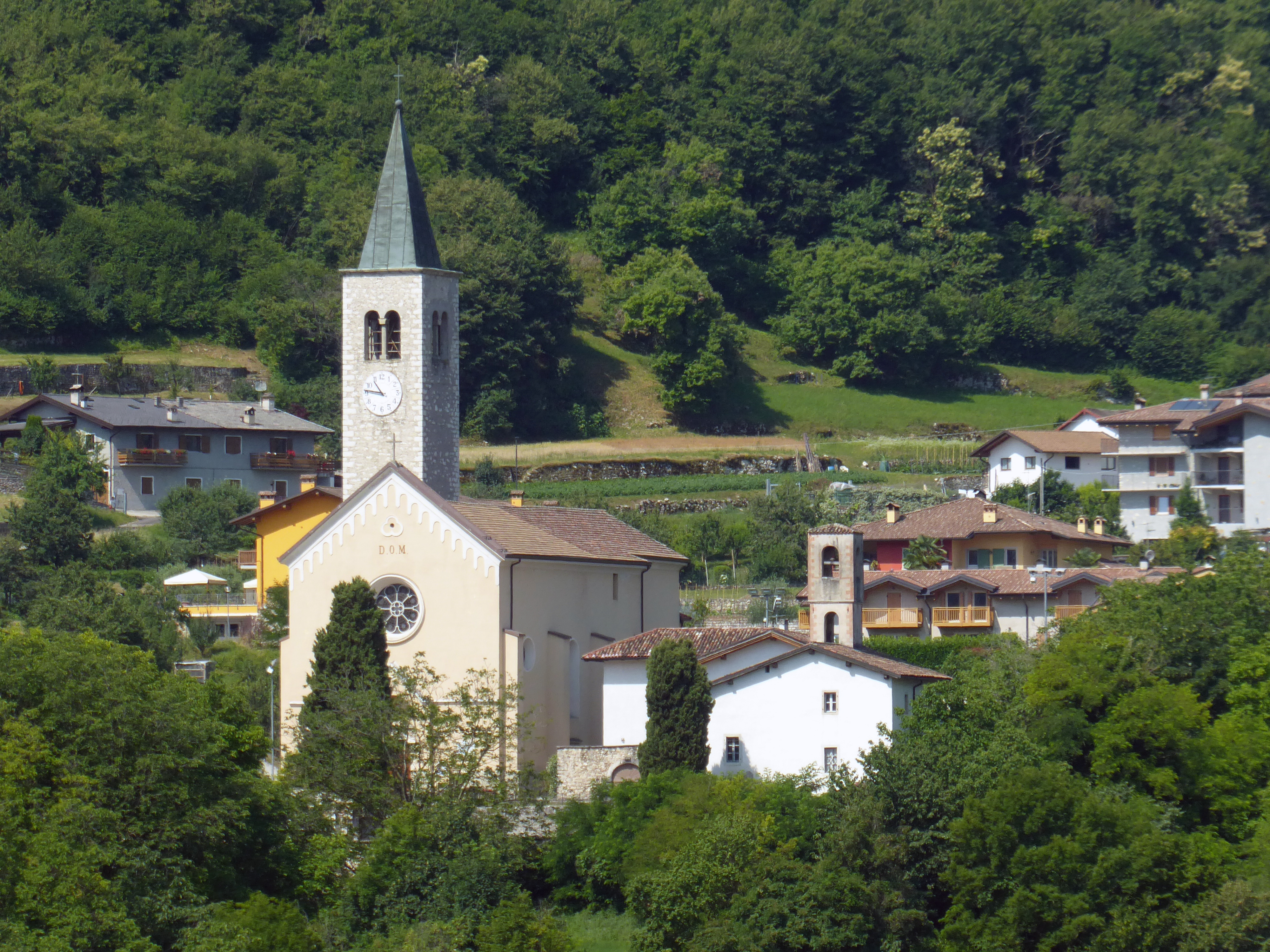
Le due chiesa di Corné.

La nuova chiesa parrocchiale con dedicazione alla Madonna del Carmine fu edificata nei primi anni del XX secolo in posizione leggermente periferica, nella parte settentrionale dell'abitato e nelle immediate vicinanze dell'altro antico luogo di culto di Corné, la chiesa di San Matteo. La solenne consacrazione fu celebrata ultimati i lavori, nel 1905. 
La sua costruzione fu resa necessaria per rispondere alle accresciute necessità dei fedeli e la rettoria venne elevata a dignità parrocchiale cinque anni dopo, il 17 maggio 1910. La torre campanaria è di epoca più recente, e venne ultimata nel 1951.

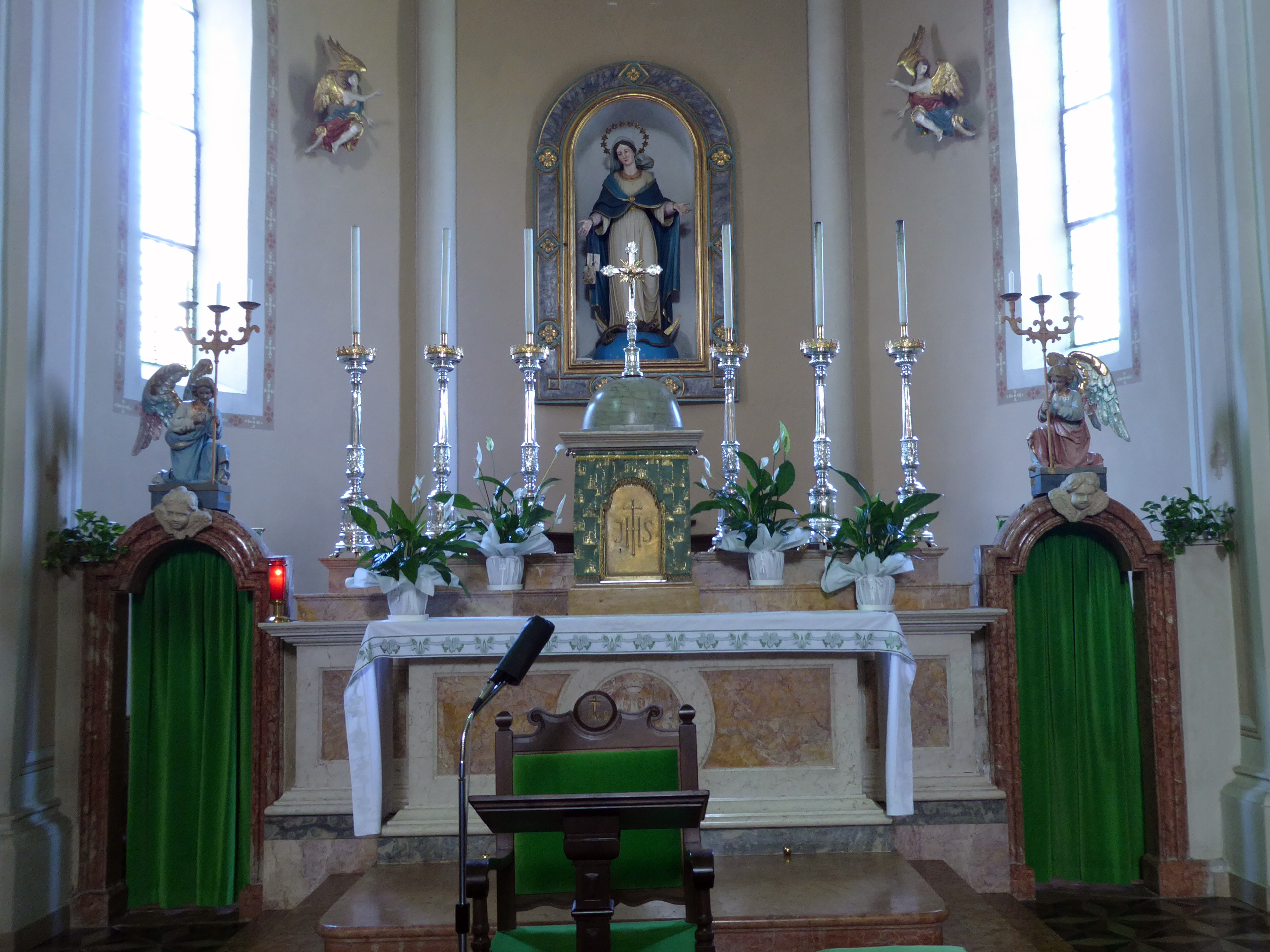
Altare maggiore della chiesa, con la statua che raffigura la Madonna del Carmine.

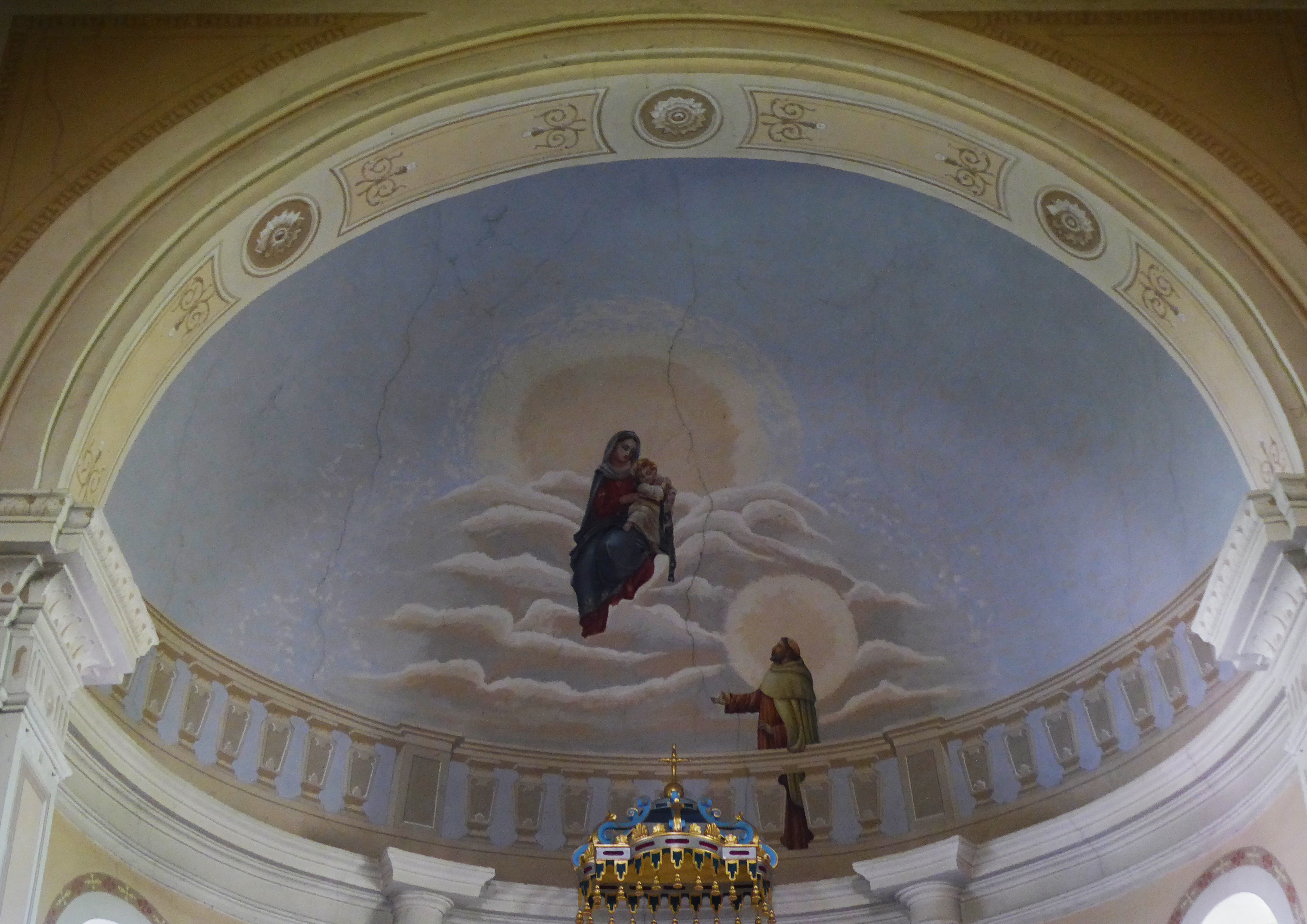
Affresco nel catino absidale.

## Descrizione

### Esterni
L'orientamento della chiesa è verso ovest. La facciata a capanna con due spioventi è caratterizzata da una cornice marcapiano che presenta una parte centrale acuta in corrispondenza della cornice del portale di accesso, che è architravato con una particolare struttura trapezoidale. Al centro della facciata il grande rosone porta luce alla sala. Le fiancate hanno contrafforti di sporgenza limitata e la torre campanaria si eleva in posizione arretrata sul lato sinistro.

### Interni
La navata interna è unica, divisa in tre campate. Il fonte battesimale è posto in una nicchia che si trova in controfacciata. La sala è ampliata da piccole cappelle laterali con altari. Attraverso l'arco santo si accede al presbiterio, leggermente rialzato. La parte absidale e le volte sono arricchite da decorazioni ad affresco ed eseguite con tecnica a trompe l'oeil.
Gli altari in marmo policromo sono di stati costruiti da maestri di Castione. Nella sala sono conservate quattro dipinti del XVII secolo originariamente presenti nell'antica chiesetta di San Matteo. Tre di queste tele raffigurano la Natività, la Lavanda dei piedi e l'Ultima Cena.